# جمعة شنب
جمعة محمود محمد شنب ويشتهر جمعة شنب (مواليد 30 ديسمبر 1960 في عمّان، الأردن) هو كاتب وصحفي أردني فلسطيني أمريكي. عمل في مجال الصحافة في الأردن، ثم كاتبًا وصحافيًا في هيئة الأمم المتحدة في نيويورك بين عامي 1990 و1993. هو عضو في رابطة الكتّاب الأردنيين واتحاد الكتاب والأدباء العرب.

## حياته
ولد شنب في مخيّم للاجئين الفلسطيننين بالقرب مدينة عمّان في أسرة صغيرة وفقيرة. وبدأ الكتابة في سن مبكر، فكانت أول مجموعة قصصية له في العام 1980 بعمر التاسعة عشر، وأسماها «للأرض جاذبية أخرى»، ثم أتبعها بمجموعة قصصية أخرى أسماها «الرسالة الأخيرة» عام 1982، ومجموعة ثالثة عام 1984 بعنوان «موت ملاك صغير».وقد ذكر أنه كان يحاول من خلالها نقل معاناة المخيم بنظرة شاب ومراهق ولاجئ. هاجر بعد ذلك إلى الولايات المتحدة، وتوجّه لكتابة رواية استغرقت منه عشر سنوات، إلا أن مسودات الرواية قد سرقت، ما جعله يحجم عن الكتابة لعدة سنوات أخرى. عاود الكتابة مرة أخرى بعد عودته للأردن، وصدرت له مجموعته القصصية «قهوة رديئة» عام 2015.

## دراسته
أنهى دراسة الثانوية في مدرسة ابن سينا الثانوية بعمّان عام 1979، وحصل على شهادة البكالوريوس في الاقتصاد والعلوم الإدارية من الجامعة الأردنية عام 1984.

## مؤلفاته
- «للأرض جاذبية أخرى» (مجموعة قصصية)، 1980[6]
- «الرسالة الأخيرة» (مجموعة قصصية)، 1982[6]
- «موت ملاك صغير» (مجموعة قصصية)، 1984[7]
- «الغريب» (رواية)، 1989[1]
- «قهوة رديئة» (مجموعة قصصية)، الدار الأهلية للنشر والتوزيع، عمّان، 2015[8]
- «بنت الحرام»، الدار الأهلية للنشر والتوزيع، عمّان، 2017[9]
- «رجل غير مهم بالمرة»، الدار الأهلية للنشر والتوزيع، عمّان، 2019[10]
- «تفاصيل»، دار العائدون للنشر والتوزيع، عمان، 2021[11][12]

## جوائز
- المركز الثاني، مسابقة رابطة الكتّاب الأردنيين لغير الأعضاء (حقل القصة)، عن قصة «بلا توقّف»، 1981[1]